# Meow Ears Up!
Meow Ears Up! (น้องเหมียว ในห้องผม) é uma série de televisão tailandesa de 2022 estrelada por Kittichat Techahuasing (Gap) e Prapatthorn Chakkhuchan (James). Adaptada do manhua Hey, Your Ears Popped Out! (喂，看見耳朵啦) de Tracy Hu (特雷西胡).
Dirigida por Phadung Samajarn (Lit) e Worawut Thanamatchaicharoen (Toh), estreou oficialmente em 12 de abril de 2022 pela AIS PLAY, após as filmagens serem adiadas devido à pandemia de COVID-19 na Tailândia, resultando em mudanças no plano de lançamento. O primeiro trailer da série foi lançado em 22 de março de 2022 no canal do YouTube da ARTOP MEDIA HIT DRAMA. Terminou em 31 maio de 2022, após 8 episódios.

## Enredo
A história é sobre Dermdem (Gap Kittichat), um quadrinista que cresceu em um orfanato e os únicos "sentimentos calorosos e felizes" que ele conhece são através da carta. Dermdem viu um gato de rua Meow (James Prapatthorn) e o levou para casa, mas um dia, o gato se transformou em humano. Aparentemente, ele é da "tribo das orelhas". Meow transformou a vida entediante de Dermdem em um caos, mas nesse caos, Dermdem aprendeu o verdadeiro significado da vida e finalmente sentiu a sensação de calor e felicidade.

## Elenco

### Principal
- Kittichat Techahuasing (Gap) como Dermdem
- Prapatthorn Chakkhuchan (James) como Meow

### Recorrente
- Thanapon Apisuttimaitree (Bright) como Faiyen
- Bodo Schaefer como Evan
- Wichada Atiwesangkun (Po) como Manni
- Zenthoelyn Tanwitu (Kris) como Jin

### Convidado
- Siwat Jumlongkul (Mark) como Porsche, amigo de Meow (Ep. 5)